# Horacio Troche
Horacio Federico Troche Herrera (Nueva Helvecia, 4 de fevereiro de 1935 - Morelia, 14 de julho de 2014) foi um futebolista uruguaio que atuava como zagueiro.

## Carreira
Revelado pelo Nacional de Nueva Helvecia, Troche profissionalizou-se no clube homônimo de Montevidéu, em 1954. Seguiu atuando pelo "Bolso" até 1963, quando foi contratado pelo Huracán, realizando 24 partidas pela equipe argentina.
Passou ainda por Cerro e Alemannia Aachen até encerrar a carreira em 1969, no Bonner SC.

## Como treinador
Como treinador, Troche exerceu a função no Guadalajara, passando ainda por Laguna, Tampico Madero e Deportivo Irapuato, encerrando de vez a carreira no futebol em 1990.
Trabalhou ainda como jornalista em uma emissora de televisão em Morelia, cidade onde viveu até sua morte, aos 79 anos.

## Seleção Uruguaia
Pela Seleção Uruguaia, Troche disputou 28 partidas entre 1959 e 1966, não marcando nenhum gol.
Fez parte do elenco que sagrou-se campeão do Campeonato Sul-Americano de Futebol de 1959, além de ter disputado as Copas de Copa do Mundo de 1962 e 1966, sendo que nesta, deu um tapa em Uwe Seeler durante o jogo entre Alemanha Ocidental e Uruguai, que acabou derrotado por 4 a 0.